# Blue Foundation
Blue Foundation — музыкальная группа из Дании, исполняющая электронную музыку и поп-рок.
Основана в 2000 году датским вокалистом и продюсером Тобиасом Вильнером. Вильнер, сам играющий на многих инструментах, является единственным постоянным участником группы, постоянно привлекая сторонних исполнителей для написания и записи песен. Этот подход ранее широко использовался Марком Э. Смитом, основавшим группу The Fall, состав которой непрерывно изменялся.
В число участников группы входили Кирстине Стуббе Теглберг (вокал), Бо Ранде (клавишные), MC Джаббер (вокал), Лассе Хербст (ударные), Андрес Валленга (бас-гитара).
Их музыка характеризуется красивым женским вокалом, трип-хоповыми ритмами, скретчами. Blue Foundation наиболее известны по альбому Sweep Of Days, на котором была выпущена песня «Sweep», использовавшаяся в фильме «C.S.I.: Место преступления Майами». Члены группы участвовали в записи альбома Jaku DJ Krush’a . Также в 2008 году композиция «Eyes On Fire» вошла в сборник саундтреков к фильму «Сумерки».

## Дискография
- 2000 — Wiseguy & Hollywood (Single)
- 2001 — Blue Foundation
- 2004 — Sweep Of Days
- 2006 — Dead People’s Choice (EP)
- 2007 — Life Of A Ghost
- 2007 — Sweep (Single)
- 2012 — In My Mind I Am Free
- 2016 — Blood Moon
- 2019 — Silent Dream (Instrumentals & Beats)